# Stippenlift
Hugo van de Poel, artiestennaam Stippenlift, is een Nederlandse zanger en producer.

## Carrière
Depressie is een belangrijk thema in het werk van Van de Poel. Hij kampt sinds zijn twaalfde met sociale angsten, depressieve en negatieve gedachten. In een interview met Cesar Majorana noemt hij muziek een manier om deze gevoelens te uiten en er goed mee om te gaan.
Zelf noemt hij zijn muziek depriwave. De zwaarmoedige teksten over huilen, leed en depressie worden omlijnd met elektronische muziek zonder opsmuk. Na een bescheiden kersthit Huilen (kerst) in 2016 volgden er in 2017 de albums Chaos In Het Universum samen met Faberyayo en Dit Is Stippenlift, een best-of van de eerste EPs van de artiest.
Kerstmis is een ander terugkerend thema in zijn oeuvre. Stippenlift heeft inmiddels zesmaal een optreden verzorgd in Paradiso (Amsterdam) rondom de feestdagen en meerdere nummers rondom de emotionele leegte rondom kerst uitgebracht zoals Huilen (kerst), Zielig Kerstfeest, Kerstfan, Niemand Viert Kerst Met Mij, Laat Mij Met Kerst Maar Alleen, De Laatste December, Alleen Kerst Met Stippenlift, Samen Bij de Boom, Kerstmis Zonder Tranen, en Kerst In De Eighties (met Firoza).  
In 2021 werkte Stippenlift samen met Faberyayo om de muziek te maken voor het hoorspel Gothrecht, een fictieve podcast, met rollen voor Georgina Verbaan, Achmed Akkabi en Pierre Bokma.
In 2025 houdt Stippenlift een tournee langs Nederlandse poppodia, startend op Blue Monday met een optreden in Paradiso (Amsterdam).
Naast Stippenlift maakt Van de Poel ook instrumentale muziek onder de artiestennaam Eilandnet. Tussen 2019 en 2024 verschenen er zes albums.  

## Discografie

### Albums
| Album met eventuele hitnotering(en) in de Nederlandse Album Top 100 | Datum van verschijnen | Datum van binnenkomst | Hoogste positie | Aantal weken | Opmerkingen   |
| ------------------------------------------------------------------- | --------------------- | --------------------- | --------------- | ------------ | ------------- |
| Hobby's                                                             | 2024                  | -                     |                 |              |               |
| Autisme, Huilen, Euthanasie. (premium)                              | 2023                  | -                     |                 |              |               |
| We Zijn Niet Alleen                                                 | 2022                  | -                     |                 |              |               |
| Mijn Kleine Wereld                                                  | 2021                  | -                     |                 |              |               |
| Gothrecht                                                           | 2021                  | -                     |                 |              |               |
| Kerstfan                                                            | 2018                  | -                     |                 |              |               |
| Gender, De Rivier                                                   | 2018                  | -                     |                 |              |               |
| Dit Is Stippenlift                                                  | 2017                  | -                     |                 |              |               |
| Chaos In Het Universum                                              | 2017                  | -                     |                 |              | met Faberyayo |

### Singles
| Single met eventuele hitnotering(en) in de Nederlandse Top 40 | Datum van verschijnen | Datum van binnenkomst | Hoogste positie | Aantal weken | Opmerkingen |
| ------------------------------------------------------------- | --------------------- | --------------------- | --------------- | ------------ | ----------- |
| Kerstmis Zonder Tranen                                        | 2024                  |                       |                 |              |             |
| De Façade                                                     | 2018                  |                       |                 |              |             |
| Het Zand                                                      | 2017                  |                       |                 |              |             |
| Huilen (kerst)                                                | 2016                  |                       |                 |              |             |